# 나무툼바구
나무툼바구(Namutumba)는 우간다 남동부에 위치한 구로, 행정 중심지는 나무툼바이며 면적은 1,956km2, 인구는 169,156명(2002년 인구 조사 기준)이다.
행정 구역상으로는 동부 주에 속하며 북서쪽으로는 칼리로 구, 남동쪽으로는 부기리 구와 부탈레자 구, 북동쪽으로는 팔리사 구와 접한다.

## 같이 보기
- 우간다의 행정 구역